# Gojakovići (Prijepolje)
Gojakovići (em cirílico: Гојаковићи) é uma vila da Sérvia localizada no município de Prijepolje, pertencente ao distrito de Zlatibor. A sua população era de 106 habitantes segundo o censo de 2011.

## Demografia
| 1948 | 1953 | 1961 | 1971 | 1981 | 1991 | 2002 | 2011 |
| ---- | ---- | ---- | ---- | ---- | ---- | ---- | ---- |
| 309  | 346  | 393  | 413  | 339  | 234  | 183  | 106  |